# Hunterdon County
Hunterdon County ist ein County (Landkreis) im Bundesstaat New Jersey. Der Verwaltungssitz (County Seat) ist Flemington.

## Geographie
Das County hat eine Fläche von 1134 Quadratkilometern, wovon 20 Quadratkilometer Wasserfläche sind. Das County grenzt im Uhrzeigersinn an die Countys: Passaic County, Bergen County, Hudson County, Union County und Morris County.

## Geschichte
82 Bauwerke und Stätten des Countys sind im National Register of Historic Places eingetragen (Stand 16. Februar 2018).

## Demografische Daten
Nach der Volkszählung im Jahr 2000 lebten im County 121.989 Menschen. Es gab 43.678 Haushalte und 32.845 Familien. Die Bevölkerungsdichte betrug 110 Einwohner pro Quadratkilometer. Ethnisch betrachtet setzte sich die Bevölkerung zusammen aus 93,91 % Weißen, 2,25 % Afroamerikanern, 0,14 % amerikanischen Ureinwohnern, 1,92 % Asiaten, 0,03 % Bewohnern aus dem pazifischen Inselraum und 0,75 % aus anderen ethnischen Gruppen; 0,99 % stammten von zwei oder mehr ethnischen Gruppen ab. 2,76 % der Bevölkerung waren spanischer oder lateinamerikanischer Abstammung.
Von den 43.678 Haushalten hatten 37,10 % Kinder und Jugendliche unter 18 Jahre, die bei ihnen lebten. 66,30 % waren verheiratete, zusammenlebende Paare, 6,30 % waren allein erziehende Mütter. 24,80 % waren keine Familien. 20,00 % waren Singlehaushalte und in 6,50 % lebten Menschen im Alter von 65 Jahren oder darüber. Die Durchschnittshaushaltsgröße betrug 2,69 und die durchschnittliche Familiengröße lag bei 3,14 Personen.
Auf das gesamte County bezogen setzte sich die Bevölkerung zusammen aus 25,70 % Einwohnern unter 18 Jahren, 5,80 % zwischen 18 und 24 Jahren, 31,30 % zwischen 25 und 44 Jahren, 27,10 % zwischen 45 und 64 Jahren und 10,00 % waren 65 Jahre alt oder darüber. Das Durchschnittsalter betrug 39 Jahre. Auf 100 weibliche Personen kamen 97,60 männliche Personen, auf 100 Frauen im Alter ab 18 Jahren kamen statistisch 95,30 Männer.
Das jährliche Durchschnittseinkommen eines Haushalts betrug 79.888 USD, das Durchschnittseinkommen der Familien betrug 91.050 USD. Männer hatten ein Durchschnittseinkommen von 61.888 USD, Frauen 40.852 USD. Das Prokopfeinkommen betrug 36.370 USD. 2,60 % der Bevölkerung und 1,60 % der Familien lebten unterhalb der Armutsgrenze. 2,10 % davon waren unter 18 Jahre und 4,20 % waren 65 Jahre oder älter.

## Städte und Ortschaften
- Alexandria Township
- Bethlehem Township
- Bloomsbury
- Califon
- Clinton Township
- Clinton
- Delaware Township
- East Amwell Township
- Flemington
- Franklin Township
- Frenchtown
- Glen Gardner
- Hampton
- High Bridge
- Holland Township
- Kingwood Township
- Lambertville
- Lebanon Township
- Lebanon
- Milford
- Raritan Township
- Readington Township
- Stockton
- Tewksbury Township
- Union Township
- West Amwell Township